# Sclessin (wijk)
Sclessin is sinds 1977 een wijk in de Belgische stad Luik. Daarvoor maakte het deel uit van de gemeente Ougrée, nu een deelgemeente van Seraing.

## Geschiedenis
Ougrée en Sclessin waren in het begin van de 18e eeuw een deel van het abdijvorstendom Stavelot-Malmedy. Pas in 1768 werden de twee wijken door de prins-abt van Stavelot aan de prins-bisschop van Luik, Charles d'Oultremont overgemaakt, in ruil voor Vien en Anthisnes. Na de Luikse revolutie en de annexatie van het prinsbisdom Luik door Frankrijk, werd in een decreet in het jaar IV van de republikeinse kalender (1795) zowel Ougrée en Sclessin ingedeeld in het kanton van Seraing, in het departement van de Ourthe.

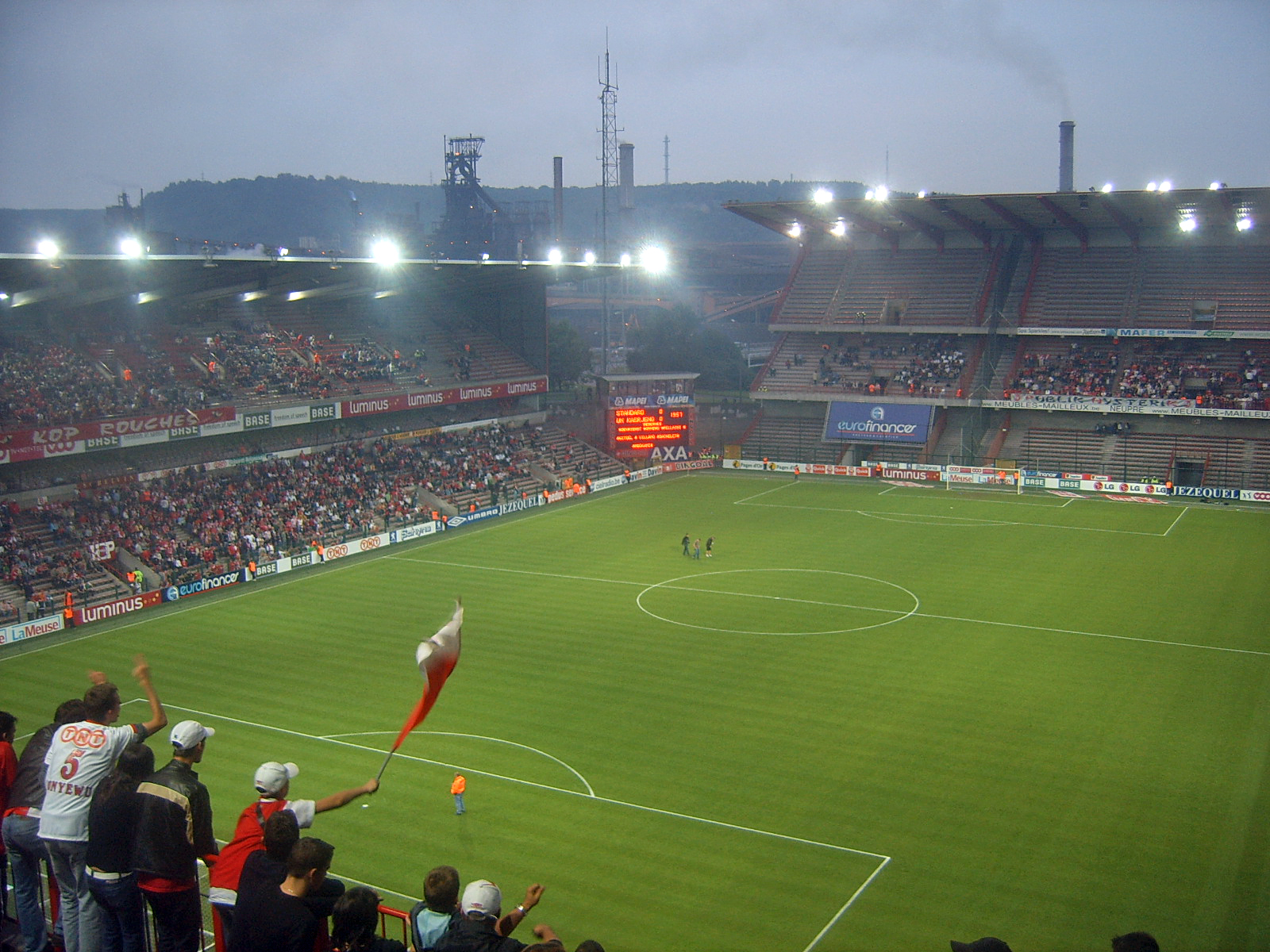
Stade Maurice Dufrasne, het stadion van Standard Luik; op de achtergrond de hoogoven van Ougrée en de heuvel van Sart-Tilman.

Sinds 1977 scheidden de wegen van Sclessin en Ougrée. Door de fusie van gemeenten werd Sclessin toegevoegd aan de Luikse agglomeratie terwijl Ougrée deel ging uitmaken van Seraing. De van oudsher industriële wijk (vooral metaalfabrieken) is het best bekend voor het stadion van Standard Luik. Voor de industrialisatie was Sclessin een landbouwgemeente, waar in de 18e eeuw de Luikse elite haar buitenverblijven had. Hiervan zijn momenteel -op enkele uitzonderingen na- enkel nog de sporen te zien in Sclessin tussen de heuvel van Cointe en de spoorwegen.

## Industrie
Een belangrijk bedrijf is het distributiecentrum voor staalproducten Mosacier, van ArcelorMittal.

## Bezienswaardigheden
- Het Kasteel van Beaumont
- Onze-Lieve-Vrouw van de Rozenkranskerk, aan Place Francisco Ferrer 40, van 1892-1895. Driebeukige bakstenen neogotische kerk zonder toren, ontworpen door Léonard Mosieur.

## Verkeer en vervoer
De Spoorlijn 125 van Luik naar Namen loopt langs Sclessin, en daarlangs ligt het Station Sclessin. Sinds 28 april 2025 is de wijk via de zuidoostelijke terminus van een Luikse tramlijn direct ten noorden van het voetbalstadion, een tramhalte op de Place Ferrer aan het spoorwegstation en de haltes Petit Bourgogne en Val-Benoît terug vlotter met openbaar vervoer bereikbaar vanuit het centrum van Luik. Ook de weg N617 van Luik naar Hoei, loopt langs de wijk.

## Ramp te Sclessin
- Op 3 april 1955 brak er brand uit in bioscoop Cinema Rio. Hierbij vielen 39 doden waarvan 22 kinderen.